# Bradysia neopraecox
Bradysia neopraecox är en tvåvingeart som beskrevs av Hans-Georg Rudzinski 1996. Bradysia neopraecox ingår i släktet Bradysia och familjen sorgmyggor.
Artens utbredningsområde är Turkiet. Inga underarter finns listade i Catalogue of Life.